# Chrysoin
Chrysoin, med det vetenskapliga namnet chrysoin resorcinol, är ett syntetiskt ämne som använts som färgämne med E-numret E 103 i livsmedelsindustrin fram till 1977, då det förbjöds i Europa. I USA förbjöds det 1988. Det utvinns ur växten Alkanna tinctoria (även kallad falsk alkanna alternativt falsk henna).

## Användning
Chrysoinresorcinol kan användas som pH-indikator med en färgförändring mellan pH 11 och pH 12,7. Inom kolorimetri har den ett absorptionsmaximum på 387 nm.

## Preparering
Acid orange 6 kan syntetiseras via azokoppling av sulfanilsyra och resorcinol.